# Ceraphron glabricornis
Ceraphron glabricornis är en stekelart som beskrevs av Jean-Jacques Kieffer 1906. Ceraphron glabricornis ingår i släktet Ceraphron och familjen pysslingsteklar. Inga underarter finns listade i Catalogue of Life.